# MAS 1936
MAS Modèle 36 (také známá jako Fusil à répétition 7 mm 5 M. 36) je vojenská opakovací puška, která byla přijata do výzbroje francouzské armády roku 1936. Používá náboj ráže 7,5 mm s bezokrajovou nábojnicí vyvinutý v roce 1929. Závěr jednoduché konstrukce se skrytým úderníkem má dva uzamykací ozuby umístěné v zadní části závěru. Puška nemá pojistku, kterou do jisté míry nahrazuje jazýček spouště s dlouhým chodem a dvojím odporem. Držadlo závěru má neobvyklý tvar - směřuje dolů a dopředu. Nábojová schránka je plněna pomocí nábojového pásku, dno schránky je odnímací. Sektorové dioptrické hledí je umístěno na pouzdru závěru, muška s chránítkem na horní objímce. Z důvodu zjednodušení výroby bylo hledí pouze výškově stavitelné. Puška byla nastřelena v továrně a podle nástřelného terče byla vybrána 1 z 25 možných destiček s různým umístěním průhledového otvoru. Pokud by se v průběhu používání zbraně změnila poloha zásahů vůči hledí musela se zbraň vrátit ke zbrojíři. Jehlový čtyřhranný bodák je uložen v předpažbí.

## Historie
MAS-36 byla původně plánovaná jako zbraň druhosledových jednotek, zatímco hlavní zbraní pěchoty se měla stát samonabíjecí puška. Vývoj samonabíjecí pušky se oproti opakovací pušce neustále protahoval a až v březnu 1940 byla připravena k výrobě samonabíjecí puška MAS-40, která se už nedostala k frontovým jednotkám a tak se MAS-36 stala nejmodernější puškou ve výzbroji francouzské armády ve 2. světové válce. V době napadení Francie disponovala francouzská armáda asi jen 250 000 puškami MAS-36.

## Varianty
Existují varianty MAS 1936 CR 39 se sklopnou hliníkovou pažbou a MAS 1936 M 51 se zařízením na upevnění granátometu.